# Beschaunen
Beschaunen gehört zur Siedlungsgruppe Holzstetten und ist ein Ortsteil der oberschwäbischen Gemeinde Eggenthal im Landkreis Ostallgäu in Bayern.

## Lage
Der Weiler liegt im Südwesten des Gemeindegebiets an der Kreisstraße OAL 11 auf der Gemarkung Bayersried, etwa vier Kilometer von Eggenthal entfernt und besteht aus fünf Wohngebäuden (Stand 2021).

## Geschichte
Der kleine Weiler erschien erstmals 1725 in Urkunden als zur Herrschaft von Stein gehörend. Nach deren Teilung gelangte Beschaunen mit den umliegenden Orten 1749 an das Kloster Kempten unter Fürstabt Engelbert von Syrgenstein, in dessen Besitz und Gerichtsbarkeit es bis zur Säkularisation 1803 verblieb. 1800 wird der Ort als „Beschian“ erwähnt.
Bis zum 1. Mai 1978 gehörte Beschaunen zur bis dahin selbstständigen Gemeinde Bayersried im ehemaligen Landkreis Marktoberdorf. Bayersried wurde dann im Zuge der Gebietsreform nach Eggenthal eingemeindet.